# 荒炎賞
荒炎賞（こうえんしょう）は、日本の荒尾競馬組合が荒尾競馬場のダート1500mで行われていた競馬の重賞（KJ3）競走。正式名称は「スポーツ報知杯 荒炎賞」、スポーツ報知を発行する報知新聞社が優勝杯を提供していた。1着賞金は60万円。

## 概要
荒尾競馬場に所属するサラブレッド系3歳馬（旧4歳馬）にとっての秋のチャンピオン決定戦として、1995年に肥後菊賞のレース名で創設、開催時期が大幅に繰り上げて夏季の開催となった2005年に、荒尾市の夏祭りであるあらお荒炎祭に因んだレース名に改称された。九州地区交流競走となった2000年からは、この競走の1着馬に九州三冠の最終関門であるロータスクラウン賞（2004年までは九州菊花賞）への優先出走権が与えられていた。2010年は1着馬にダービーグランプリへの優先出走権が与えられた。

## 歴代優勝馬
| 回数   | 施行日         | 優勝馬             | 性齢 | 所属 | タイム | 優勝騎手   | 管理調教師 |
| ------ | -------------- | ------------------ | ---- | ---- | ------ | ---------- | ---------- |
| 第1回  | 1995年11月19日 | トカチローリー     | 牝4  | 荒尾 | 1:39.3 | 矢ヶ部徹   | 中尾信一   |
| 第2回  | 1996年11月17日 | ヒノデマジョルカ   | 牝4  | 荒尾 | 2:10.9 | 牧野孝光   | 副島義弘   |
| 第3回  | 1997年11月16日 | ユーホースキー     | 牡4  | 荒尾 | 2:09.8 | 吉井浩和   | 平山良一   |
| 第4回  | 1998年11月15日 | ショコラビーナス   | 牝4  | 荒尾 | 2:14.5 | 橋本幸次郎 | 工藤榮一   |
| 第5回  | 1999年11月14日 | ヨシノメモリー     | 牡4  | 荒尾 | 2:15.7 | 橋本幸次郎 | 佐伯茂樹   |
| 第6回  | 2000年10月10日 | キングラシアン     | 牡4  | 佐賀 | 2:14.3 | 北村欣也   | 山田勇     |
| 第7回  | 2001年10月24日 | エスパーアラオ     | 牝3  | 荒尾 | 2:17.3 | 古泉悟     | 幣旗吉昭   |
| 第8回  | 2002年10月9日  | ゴールデンオー     | 牡3  | 佐賀 | 2:16.4 | 北村欣也   | 山田勇     |
| 第9回  | 2003年10月1日  | カズノキング       | 牡3  | 佐賀 | 2:10.4 | 安東章     | 手島勝利   |
| 第9回  | 2003年10月1日  | オペラキッス       | 牡3  | 佐賀 | 2:10.4 | 北村欣也   | 山田勇     |
| 第10回 | 2004年10月1日  | スーパーブロッコ   | 牝3  | 荒尾 | 2:14.2 | 古泉悟     | 幣旗吉昭   |
| 第11回 | 2005年7月20日  | テイエムマンボ     | 牝3  | 荒尾 | 2:12.2 | 吉井浩和   | 平山良一   |
| 第12回 | 2006年7月26日  | ブライダルサンデー | 牝3  | 佐賀 | 2:12.5 | 安東章     | 武藤敏明   |
| 第13回 | 2007年8月12日  | スーパーサプライズ | 牝3  | 佐賀 | 1:37.7 | 山口勲     | 東眞市     |
| 第14回 | 2008年8月26日  | フサイチクローバー | 牝3  | 佐賀 | 1:36.7 | 杉村一樹   | 東眞市     |
| 第15回 | 2009年8月23日  | ギオンゴールド     | 牝3  | 佐賀 | 1:36.9 | 倉富隆一郎 | 九日俊光   |
| 第16回 | 2010年8月21日  | フレーザーハクユウ | 牝3  | 佐賀 | 1:36.7 | 吉留孝司   | 東眞市     |
| 第17回 | 2011年9月2日   | タキノプリンセス   | 牝3  | 荒尾 | 1:39.8 | 吉田隆二   | 宇都宮徳一 |

- 第1・2回は特別競走として施行、第3回から重賞競走に格上げ
- 競走距離 第1・13回～:1500m、第2・3回:1900m、第4～12回:2000m

馬齢は2000年以前については旧表記による。